# Missionárias de Cristo Jesus
As Missionárias de Cristo Jesus são um instituto religioso católico fundado em Javier, Espanha, em 1944, por María Camino Sanz Orrio. Os membros usam as letras pós-nominais MCJ.

## História
María Camino Sanz Orrio foi Presidente da Ação Católica durante a Guerra Civil Espanhola. Na primavera de 1938 foi agraciada com a medalha “Pro Ecclesia et Pontifice”.
Orrio buscou total renúncia e sacrifício para si mesma, e imaginou que a nova ordem seria um modo de vida difícil em missão para servir aos mais pobres, abandonados e doentes.
As irmãs seguem a espiritualidade Inaciana. A congregação procurou ser um estilo de missionários mais ágil e eficaz. Procuraram ser mulheres de fé e de oração, ancoradas no essencial: o amor de Jesus Cristo e a consagração à Missão. Para preservar esta consagração, os membros da ordem fizeram o quarto voto de “marchar e servir as missões”. No entanto, este voto foi suprimido em 1969. Espera-se que tudo o que eles fazem como uma ordem esteja a serviço deste ideal.
O instituto foi fundado em Javier, Espanha, em 30 de março de 1944, como uma piedosa união com o nome de Missionárias de Cristo Jesus. Foi erigida canonicamente como congregação de direito diocesano por Marcelino Olaechea Loizaga, bispo de Pamplona, por decreto de 5 de junho de 1946.
No dia 3 de outubro de 1946, as primeiras quatro Missionárias de Cristo Jesus pronunciaram os votos. As primeiras irmãs foram a fundadora Maria Camino Sanz Orrio, Maria Concepción Arraiza Jáuregui e Maria Teresa Unzu Lapeira. Eugenia Nagore Nuin juntou-se a eles poucos meses depois. Inicialmente, elas planejaram ir para o Japão, mas em vez disso, o primeiro grupo partiu para a Índia em 18 de novembro de 1948. Este grupo era formado por Maria Camino Sanz Orrio, Guadalupe Velasco, Pilar Gonzalez, Maria del Villar e Margarita Cifre. As cinco irmãs foram para dois postos missionários, Kohima e Tura. Naquela época, já eram 50 missionárias. As irmãs fundaram a Escola São Xavier em Tura em 1950; Orrio foi a primeira diretora. As Irmãs Guadalupe e Margarita trabalhavam no hospital de Kohima.
Em novembro de 1951, duas outras irmãs iniciaram uma missão no Japão. Em 1954, as duas primeiras membros japonesas da ordem iniciaram a sua formação.
Em 27 de junho de 1954, a Congregação para a Propagação da Fé elevou as Missionárias de Cristo Jesus à categoria de Instituto de Direito Pontifício. Em 1956, começaram as missões no Congo e na Venezuela. Em 1969 começaram na Bolívia e logo depois no Chile. Anos depois vão para as Filipinas, República Dominicana, Camarões, Chade e China. Atualmente são 312 missionários provenientes da Espanha, Japão, Índia, Bélgica, Eslovênia, Congo, Bolívia, Chile, Venezuela, Guatemala, Filipinas e Vietnã.
A congregação recebeu o Decreto Papal de Louvor em 27 de junho de 1954 e a aprovação final em 9 de abril de 1962.
Desde 2013, estão presentes na Espanha, Ásia (China, Filipinas, Japão, Índia), nas Américas (Bolívia, Chile, República Dominicana, Venezuela) e na África (Congo, Camarões, Chade); a sede geral fica em Madrid.
A ordem administra a Escola Paroquial San Pedro em Los Chaguaramos, Venezuela, e continua presente em Javier, Espanha.
Em 2008, a congregação contava com 304 membros em 54 casas. Em 2013, eles tinham 302 membros.
A festa litúrgica da congregação é no dia 3 de dezembro.

## Citações
1. 1 2 3  Ann. Pont. 2010, p. 1573.
2. 1 2 3  Catholic Directory of India 2005.
3. 1 2  "RELIGIÓN EN NAVARRA ERLIJIOA NAFARROAN"
4. 1 2 3 4 5  Leoz 2015.
5. 1 2 3 4  Pettinati 1978, col. 1529.
6. ↑  St. Xavier's Higher Secondary School
7. ↑  Augustine, R.R. Graviour. "Homage to the first Catholic missionary in Nagaland", Catholic Association of Nagaland
8. ↑  «Donde estamos». Consultado em 17 de junho de 2013
9. ↑  Fermín 2017.
10. ↑  Javier 2014.
11. ↑  de la Cigoña 2014.